# ディリンゲン・アン・デア・ドナウ郡
ディリンゲン・アン・デア・ドナウ郡（ドイツ語: Landkreis Dillingen an der Donau、公式表記は Landkreis Dillingen a.d.Donau）は、ドイツ連邦共和国バイエルン州のシュヴァーベン行政管区北部に位置する郡である。

## 地理

### 位置
本郡は、南西から北東に向かって 27 km にわたって郡域を貫くドナウ川によって特徴付けられる。この川は、現在自然保護下に置かれている森を伴う氾濫原の景観を造り出している。人々はここに数多くの人造湖を造った。この川の南は、19世紀に川が直線化されるまではたびたび氾濫が繰り返された「ドナウリート」である。現在では牧草地や放牧地として利用されており、その周縁部は湿った耕作地となっている。さらに南は、アウクスブルク＝ヴェストリヘ・ヴェルダー自然公園に含まれるツーザムタール（ツーザム川の谷）の丘陵地につながっている。ツーザム川はドナウ川右岸の支流であり、ドナウヴェルトの南でドナウ川に注いでいる。
ドナウ川左岸のディリンゲン・アン・デア・ドナウ郡の郡域は、シュヴェービシェ・アルプの支脈とその麓にあたる。
郡域は、シュヴェニンゲン（郡北東部）近郊ドナウリートの海抜 403 m からツェシンゲンの森（郡北西部）の海抜 610 m に位置している。

### 隣接する郡
本郡は北から時計回りに、ドナウ＝リース郡、アウクスブルク郡、ギュンツブルク郡（以上、バイエルン州）およびハイデンハイム郡（バーデン＝ヴュルテンベルク州）と境を接している。

## 歴史

### 1800年まで
ヴィッティスリンゲンを故地とする、後のディリンゲン伯家は10世紀にドナウタールを支配した。その城が現在の郡庁所在地であるディリンゲン・アン・デア・ドナウの中心となった。
ディリンゲン伯家が断絶した後、その伯領はバイエルン公領となった。バイエルン公は、1268年にコッラディーノの遺領としてグンデルフィンゲン・アン・デア・ドナウ、ラウインゲン (ドナウ)、ヘーヒシュテット・アン・デア・ドナウを獲得した。こうして獲得した２つの領地は、ラントフォークトアムト・ヘーヒシュテット（直訳: ヘーヒシュテット代官区）として統合された。この代官区は後にラントゲリヒト・ヘーヒシュテット（直訳: ヘーヒシュテット地方裁判所、当時は司法と行政が分離されていなかった）に改編された。これが現在のディリンゲン・アン・デア・ドナウ郡の原型となった。
ディリンゲン・アン・デア・ドナウ市は1258年に寄進によりアウクスブルク司教領となり、遅くとも15世紀には司教の宮廷所在地となった。1505年から現在の本郡のバイエルン部分はプファルツ＝ノイブルク侯領の一部となり、ラウインゲンが第2の宮廷都市となった。ヴェルティンゲンは1700年にバイエルン選帝侯領となり、1768年にラントゲリヒトが設けられた。
周辺の聖界・俗界領を加えて拡大した旧ヴェルティンゲン郡と旧ディリンゲン・アン・デア・ドナウ郡の2つの地域は、19世紀初めに再編された。これにより、個別の領主権は廃止され、バイエルン王国に編入された。

### ラントゲリヒト
ラントゲリヒト・ディリンゲンは1804年に創設された。このラントゲリヒトは、1803年に創設されたラントゲリヒト・ヘーヒシュテット・アン・デア・ドナウ郡とともに1808年オーバードナウクライスを形成した。1809年にラントゲリヒト・ラウインゲンが創設された。これら3つのラントゲリヒトは1838年に新設されたシュヴァーベン県に編入された。

### ベツィルクスアムト
バイエルンでは、1862年に司法と行政が分離された。新たに創設されたベツィルクスアムト・ディリンゲン（直訳: ディリンゲン管区）は3つのラントゲリヒトの行政を担当した。さらに1862年に廃止されたラントゲリヒト・ビッシンゲンの町村の多くもその管轄下に加えられた。
1865年10月1日、バイアースホーフェンとヘンホーフェンがディリンゲン管区からツースマールスハウゼン管区に移管された。
1878年1月1日にディリンゲン市がディリンゲン管区から除外され、郡独立市となった。
バイエルンの管区割り改編の際、1880年1月1日にブラハシュタットとオッペルツホーフェンがドナウヴェルト管区へ、レヒベルクロイテンとヴィンターバッハがギュンツブルク管区へ、リートゼントがヴェルティンゲン管区へそれぞれ移管された。
ディリンゲン管区は、1927年6月1日にグントレンミンゲンをギュンツブルク管区へ分離した。
1929年にヴェルティンゲン管区は、廃止されたツースマールスハウゼン管区のいくつかの町村を併合して拡大した。

### ラントクライス
1939年1月1日から、ドイツ国では「ラントクライス」（郡）という呼称が用いられることになった。ディリンゲン管区とヴェルティンゲン管区は、ディリンゲン・アン・デア・ドナウ郡とヴェルティンゲン郡になった。
ディリンゲン・アン・デア・ドナウ市は1940年4月1日に郡独立市の地位を失い、ディリンゲン・アン・デア・ドナウ郡に編入されたが、1949年4月1日に再び郡独立市に戻された。

### ディリンゲン・アン・デア・ドナウ郡
バイエルン州の地域再編により、1972年7月1日にディリンゲン・アン・デア・ドナウ郡は現在の形となった。それまでのディリンゲン・アン・デア・ドナウ郡、郡独立市ディリンゲン・アン・デア・ドナウ、およびヴェルティンゲン郡の西半分から新たなディリンゲン・アン・デア・ドナウ郡が形成された。ヴェルティンゲン郡の東半分はアウクスブルク郡に編入された。タプフハイムはドナウ＝リース郡に分離された。ディリンゲン・アン・デア・ドナウ市は郡独立市の地位を失い、大規模郡都市に格づけられた。1978年の市町村再編以降、ディリンゲン・アン・デア・ドナウ郡は27市町村（それ以前は78市町村）で構成されている。このうちアインハイツゲマインデ（直訳: 単独自治体）は4市町村で、他は6つの行政共同体のいずれかに属している。
1973年10月19日、新たなディリンゲン・アン・デア・ドナウ郡に紋章が認可された。

## 住民

### 人口推移
ディリンゲン・アン・デア・ドナウ郡は、1988年から2008年までの間に人口が約14,000人、約17 % 増加した。2005年からは減少傾向にあった。1988年から2018年までの間に人口は 80,621人から 96,021人と 15,400人、約19.1 % 増加した。（出典: バイエルン州統計局）
以下に示す表の数値は、1987年5月25日時点の郡域にあたる地域の人口推移である。
| 人口推移   | 人口推移 | 人口推移 | 人口推移 | 人口推移 | 人口推移 | 人口推移 | 人口推移 | 人口推移 | 人口推移 | 人口推移 | 人口推移 | 人口推移 | 人口推移 | 人口推移 |
| ---------- | -------- | -------- | -------- | -------- | -------- | -------- | -------- | -------- | -------- | -------- | -------- | -------- | -------- | -------- |
| 年         | 1840     | 1900     | 1939     | 1950     | 1961     | 1970     | 1987     | 1991     | 1995     | 2000     | 2005     | 2010     | 2015     | 2020     |
| 人口（人） | 51,275   | 53,042   | 56,289   | 82,047   | 76,180   | 78,787   | 80,209   | 84,888   | 90,821   | 93,773   | 95,512   | 93,539   | 94,575   | 97,172   |

## 行政

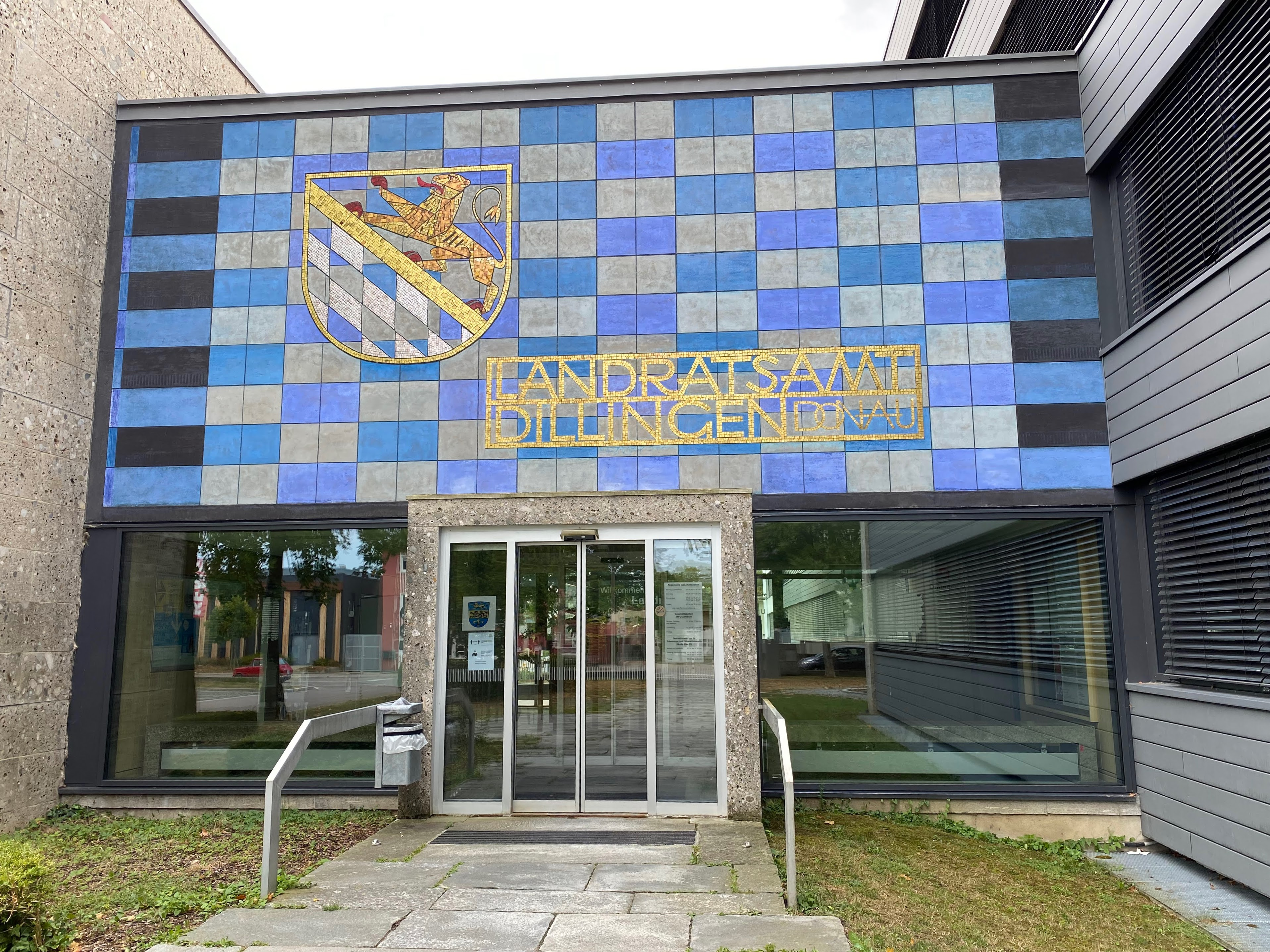
ディリンゲン・アン・デア・ドナウ郡郡役場

### 議会
ディリンゲン・アン・デア・ドナウ郡の郡議会は2020年3月の選挙時点で60議席からなる。2020年3月15日の郡議会選挙の結果を以下に示す。
| 政党名                               | 得票率 (%) | 議席数 |
| ------------------------------------ | ---------- | ------ |
| キリスト教社会同盟 (CDU)             | 32.0       | 19     |
| Freie Wähler Bayern (FWV)            | 17.9       | 11     |
| 同盟90/緑の党バイエルン (Grüne)      | 11.0       | 7      |
| ドイツ社会民主党バイエルン (SPD)     | 9.8        | 6      |
| Zukunft e.V. (ZUKUNFT)               | 7.4        | 4      |
| ドイツのための選択肢バイエルン (AfD) | 5.5        | 3      |
| Junge Union (JU)                     | 5.0        | 3      |
| Bürgerliste (BL)                     | 4.5        | 3      |
| 自由民主党バイエルン (FDP)           | 3.7        | 2      |
| 共和党 (REP)                         | 2.2        | 1      |
| 左翼党バイエルン (Linke)             | 1.0        | 1      |
| 合計                                 | 100.0      | 60     |
| 投票率                               | 58.5 %     | 58.5 % |

### 郡長
長年郡長を務めていたアントン・ディートリヒは、5期目の任期中であった2004年春に亡くなった。新たな郡長選挙では、ブッテンヴィーゼンの町長であったレオ・シュレル (Freie Wählern) が第1回目の投票で 郡議会議員ゲオルク・ヴィンター (CSU) およびベルント・シュタイナー (SPD) を破って当選した。
レオ・シュレルは郡長を3期務めてリタイアした。2022年5月末の郡長選挙では、マルクス・ミュラー (Freie Wählern) が、クリストフ・メッテル (CSU) との決選投票で 55.9 % の票を得て郡長に選出された。
第二次世界大戦以後の郡長を列記する
- 1945年 - 1948年　カール・ラッケ
- 1948年 - 1952年　クルト・リート
- 1952年 - 1978年　マルティ・シュヴァイガー
- 1978年 - 2004年　アントン・ディートリヒ
- 2004年 - 2022年　レオ・シュレル
- 2022年以降　マルクス・ミュラー

### 紋章
図柄:頂部は青地に歩く金の獅子。その下の主部は金地と青地に上下二分割されており、その上部には歩きながらこちら側を見て赤い舌と爪で威嚇する黒い獅子、下部には金のユリ。
解説: 1973年10月19日に認可されたディリンゲン・アン・デア・ドナウ郡の紋章は、郡の歴史を表している。かつてのディリンゲン伯、ラントフォークタイ・ヘーヒシュテット、旧ディリンゲン・アン・デア・ドナウ郡を最上部の金の獅子が象徴している。中央部の黒いシュタウフェンの獅子は、旧ヴェルティング郡が加わっていることを示している。下部の青地に金のユリは、かつて郡独立市で現在の郡名の由来となったディリンゲン・アン・デア・ドナウ市の紋章から採られた。

## 経済と社会資本

### 地元企業
本郡の地元企業で重要な企業には、BSHハウスゲレーテ（食器洗浄機製造）、クレアトン（屋根瓦製造）、ドイツ＝ファール（農業機械、トラクター製造）、デンムラー自動車製造、ヨーゼフ・ガルトナー（LIXILグループ、パーマステーリーザ・グループ）、グリュンベック・ヴァッサーアウフベライトゥング（浄水設備）、グロッパー乳業、サーテコ、G. J. マンツ印刷出版社、ドナウ＝ツァイトゥング（新聞社）、ディリンゲン＝ネルトリンゲン貯蓄銀行、VR-バンク・ドナウ＝ミンデル eG がある。
ツークンフツアトラス2022（直訳: 未来地図2022）はディリンゲン・アン・デア・ドナウ郡の将来性を、ドイツの400の郡、自治体連合、郡独立市の中で173位とし、その将来性について「チャンスとリスクのバランスがとれた地域」に格付けた。
2024年10月時点の失業率は 3.0 % である。

### 交通

#### 道路
ディリンゲン・アン・デア・ドナウ郡の「主要交通軸」は、郡域を南西から北東に貫き、隣接する2つの郡の郡庁所在地ギュンツブルクとドナウヴェルトを通る連邦道16号線（B16号線）である。B16号線はグンデルフィンゲン、ラウインゲン (ドナウ)、ディリンゲン、ヘーヒシュテットを結んでいる。ディリンゲン郡にはアウトバーンが通っていないが、A8号線やA7号線への便が良い。

#### 鉄道
1876/77年に王立バイエルン邦有鉄道が開通させたインゴルシュタット - ノイオフィンゲン線が郡を東西に貫いている。郡内のドナウリートにある重要な都市のほぼすべてがこの沿線にある。郡外にあるギュンツブルクおよびドナウヴェルトで、ドイツ鉄道の長距離列車に接続する。
1911年にグンデルフィンゲンからゾントハイムへ向かい、ヴュルテンベルクのブレンツ鉄道アーレン - ウルム線に接続する支線が開通した。
ヴェルティゲン市は1905年からメルティンゲン駅へ向かうローカル鉄道によってドナウヴェルト - アウクスブルク線に接続した。
バーデン地方鉄道会社は、1906年にアーレンからネーレスハイム経由でディリンゲンに接続する狭軌のヘルツフェルト鉄道を建設した。
全長 68 km のもともと小さな鉄道網であったが、1956年から1981年までの間にその路線は半減した。廃止されたのは以下の路線である。
- 1956年: グンデルフィンゲン - ベヒンゲン - ゾントハイム＝ブレンツ 7 km
- 1972年: ネーレスハイム - ライスティンゲン - ディリンゲン 16 km
- 1981年: メルティンゲン駅 - ラウターバッハ - ヴェルティンゲン 12 km

#### 公共旅客近郊交通
アウクスブルク地方バス GmbH は、ディリンゲン・アン・デア・ドナウ郡内の路線バス網を運営している。旧ヴェルティンゲン郡はアウクスブルク交通連盟にも加盟している。

## 保護地区
郡内には、5つの自然保護区、17の景観保護区、15のFFH地区、バイエルン州環境庁に指定されたビオトープが少なくとも17か所存在する（2016年5月現在）。

## ナンバープレート
1956年7月1日から本郡では、現在も有効なナンバープレート識別記号 DLG が用いられている。この記号は現在まで一貫して用いられている。2013年7月10日からは、識別記号 WER（ヴェルティンゲン）も用いられている。

## 市町村
| 市 - ディリンゲン・アン・デア・ドナウ 大規模郡都市 (Dillingen an der Donau 20,070) - グンデルフィンゲン・アン・デア・ドナウ (Gundelfingen an der Donau 8,026) - ヘーヒシュテット・アン・デア・ドナウ (Höchstädt an der Donau 7,073) - ラウインゲン (ドナウ) (Lauingen (Donau) 11,445) - ヴェルティンゲン (Wertingen 9,625) 市場町 - アイスリンゲン (Aislingen 1,301) - ビッシンゲン (Bissingen 3,724) - ヴィッティスリンゲン (Wittislingen 2,551) 町村 - バッハハーゲル (Bachhagel 2,296) - ベヒンゲン・アン・デア・ブレンツ (Bächingen an der Brenz 1,388) - ビンスヴァンゲン (Binswangen 1,413) - ブリントハイム (Blindheim 1,863) - ブッテンヴィーゼン (Buttenwiesen 6,164) - フィニンゲン (Finningen 1,849) - グレット (Glött 1,133) - ハウンスハイム (de:Haunsheim 1,642) - ホルツハイム (Holzheim 3,765) - ラウグナ (Laugna 1,588) - ルッツィンゲン (Lutzingen 975) - メトリンゲン (Medlingen 1,013) - メディンゲン (Mödingen 1,424) - シュヴェニンゲン (Schwenningen 1,428) - ジルゲンシュタイン (Syrgenstein 3,931) - フィレンバッハ (Villenbach 1,326) - ツィールトハイム (Ziertheim 1,068) - ツェシンゲン (Zöschingen 772) - ツーザムアルトハイム (Zusamaltheim 1,288) 括弧内の数値は、2023年12月31日現在の人口である。 | 行政共同体 - グンデルフィンゲン・アン・デア・ドナウ行政共同体: グンデルフィンゲン・アン・デア・ドナウ、ベヒンゲン・アン・デア・ブレンツ、ハウンスハイム、メトリンゲン - ヘーヒシュテット・アン・デア・ドナウ行政共同体: ヘーヒシュテット・アン・デア・ドナウ、ブリントハイム、フィニンゲン、ルッツィンゲン、シュヴェニンゲン - ホルツハイム行政共同体: アイスリンゲン、グレット、ホルツハイム - ジルゲンシュタイン行政共同体: バッハハーゲル、ジルゲンシュタイン、ツェシンゲン - ヴェルティンゲン行政共同体: ヴェルティンゲン、ビンスヴァンゲン、ラウグナ、フィレンバッハ、ツーザムアルトハイム - ヴィッティスリンゲン行政共同体: ヴィッティスリンゲン、メディンゲン、ツィールトハイム |